# Tenesme rectal
El tenesme rectal és un símptoma descrit com la sensació de necessitar defecar sense que desaparegui la sensació després de fer-ho. A més, a vegades resulta impossible defecar malgrat la sensació. La majoria de vegades, les deposicions són absents o molt escasses i nombroses. Sol estar associat amb el restrenyiment. Aquest símptoma sol acompanyar les gastroenteritis, les proctitis i el càncer rectal.